# Centrale idroelettrica di Bargi
La centrale idroelettrica di Bargi è una centrale idroelettrica italiana situata sul lago di Suviana, nei pressi della località di Bargi, in comune di Camugnano, sull'Appennino bolognese.
Costruita nel 1975 sulla sponda sudorientale del lago, è gestita da Enel Green Power.

## Descrizione
Essa contiene due gruppi turbina-generatore da 165 000 kW caduna, una di produzione Riva Calzoni e una della De Pretto-Escher Wyss, che la rendono in grado di erogare fino a 330 000 kW complessivi di potenza elettrica nella rete nazionale. Le due turbine sono di tipo reversibile, ovvero possono sia funzionare come generatori ricevendo acqua da una condotta oppure sia funzionare come potenti pompe spingendo acqua nella suddetta condotta. Nel funzionamento in generazione, la turbina idraulica riceve l'acqua dal sovrastante lago di Brasimone, il cui livello si trova a circa 845 m s.l.m., collegato alla centrale di Bargi da due condutture di circa 4 m di diametro, una per turbina, che sfrutta il dislivello tra i due invasi (circa 380 m di dislivello, da precisare che il livello, e quindi la quota, dei laghi varia durante il funzionamento). L'acqua in uscita dalle turbine poi viene scaricata nel lago di Suviana. 
Nel funzionamento in pompaggio, la turbina, ora funzionante come pompa alimentata dalla rete elettrica, preleva acqua dal lago di Suviana e la spinge su per la conduttura fino al lago di Brasimone, riempendolo. Questa attività di pompaggio dura fino a 6 ore, nel caso di precedente massimo sfruttamento in generazione. Durante il funzionamento in generazione, l'acqua scorre nelle condutture con una portata di 104,6 m³ al secondo. In pompaggio invece la portata, è poco meno della metà, circa 47 m³ al secondo. Le due conduttore non si collegano direttamente al lago di Brasimone, ma al termine di una galleria scavata nella montagna, di 5,4 m di diametro, lunga 4 757 m, e che termina nella località Stagno. A causa del suo funzionamento anche a pompaggio, le turbine sono poste sotto il livello del lago di Suviana onde favorire l'entrata dell'acqua nella turbina/pompa. Esse sono situate in un  pozzo profondo fino a 54 m sotto il livello del lago e suddiviso in dieci piani, numerati da -1 a -10, ove il piano -10 è il più profondo. Al piano -8 si trovano i gruppi di generazione. La posizione è tale per cui le turbine vengono a trovarsi a non meno di 25 m sotto il livello del lago di Suviana quando esso è al livello più basso (dopo svuotamento).
Nel pomeriggio di martedì 9 aprile 2024 è stata il luogo di un grave incidente sul lavoro, che ha causato sette morti e cinque feriti. Il 9 agosto sono iniziate le operazioni di svuotamento della centrale, riempitasi d'acqua in conseguenza dell'incidente. 
 Bargi (330 MW)
 Suviana (27 MW)
 Santa Maria (6,16 MW)
 Pavana (0,11 MW)
 Le Piane (10 MW)
 Le Pioppe (0,3 MW)